# Lampona ampeinna
Lampona ampeinna là một loài nhện trong họ Lamponidae. Loài này được phát hiện ở West-Úc và het midden van Australië.